# 아다드-니라리 3세

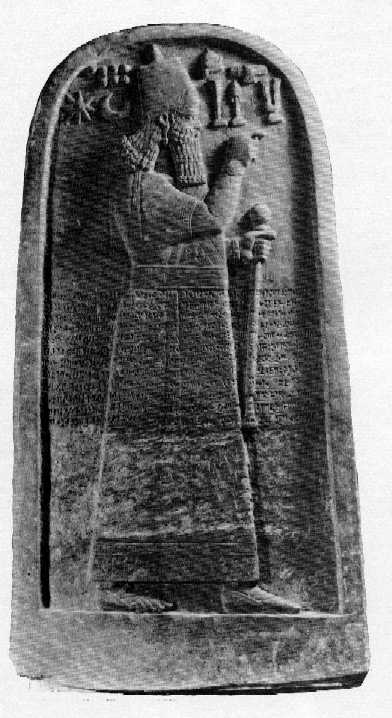

아다드-니라리 3세(Adad nirari III, 재위:기원전 810년 - 기원전 783년)는 신 아시리아 왕국시대의 아시리아의 왕이었다. 이름의 의미는 아다드 신은 저를 도우소서이다.

## 생애
그는 샴시-아다드 5세의 왕자로 태어났다. 즉위하던 때에 아직 그는 어려서 치세 5년 동안 태후 샤무-라마트가 섭정이 되어 정권을 휘둘렀다. 이 때문에, 샤무라마트에 관계가 깊은 환관의 세력이 증대하고, 후에 아시리아의 왕권이 약체화하는 원인이 되었던 것이다.
그러나 그의 시대는 아시리아의 팽창이 계속되었던 시대이다.왕자신의 기록은 적었는데 바빌로니아로의 원정을 성공시켜 칼데아 인등을 정복하였다. 또, 그의 부하는 많은 원정을 행하여 아시리아의 영토를 확대하였다.
군 총사령관을 맡았던 샴시-일은 시리아로 군사 활동을 행하였고, 또다른 부하의 네루카루-에레슈는 기원전 796년, 이스라엘 왕의 공격을 받고 다마스쿠스가 약체화하였던 것에 편승하여 다마스쿠스를 공격하여 그 왕 하자엘을 죽이고, 이후 지배하에 두었다.
이를 포함하여 수많은 원정이 있어, 아시리아의 영토를 확대하였다. 그러나, 이들 장군들은 정복지에 관해 지배자와 같이 하여, 지방 속주에 대하여 아시리아왕의 통제력은 극히 약화하였다.
또 니네베의 나부 신전을 시작으로 각지에 신전을 건축하여 그 국위를 보였다. 그의 사후, 그의 왕자 샬만에세르 4세, 아슈르-단 3세, 아슈르-니라리 5세가 순서대로 왕위를 계승하였는데, 아다드-니라리 3세의 시대에 세력을 키운 환관과 장군 등이 강한 세력을 휘두르게 되었다.